# 教學電視
教学电视（英语：Instructional television）是远程教育领域中电视节目的使用。教学电视上的教育电视节目可能不到半小时（通常为15分钟），以帮助他们融入课堂环境。这些节目通常伴随着教师指南，其中包括帮助在课程中使用该课程的材料。历史上，教学电视节目在白天在美国的公共广播服务（PBS）电台上播出。然而，今天很少有公共电视台将他们的播放时间用于教学电视，而不是过去。如今，教学电视节目要么在非商业教育公共电视台的数字子频道上看到，要么被传递到由公共，教育和政府接入（PEG）有线电视组织运营的本地教育电视频道。
教学电视已被授予20个微波信道，由当地教育机构管理，通过美国称为ITFS或教学电视固定服务的服务。教学电视也可以在地面电视台上编程。

## 详见
- 教学技术机构（英语：Agency for Instructional Technology） -  教学电视项目经销商
- 安纳伯格基金会（英语：Annenberg Foundation）
- 华盛顿县闭路教育电视项目（英语：Washington County Closed-Circuit Educational Television Project）
- William M. Brish（英语：William M. Brish），公立学校小学教室闭路教学电视的领导者。